# Fiord de Hagen
El fiord de Hagen és un fiord, banyat pel mar de Wandel, que es troba a l'extrem septentrional de Groenlàndia, dins el Parc Nacional del Nord-est de Groenlàndia. Deu el seu nom a Niels Peter Høeg Hagen, cartògraf en cap de l'expedició danesa de 1906 a 1908.
Es tracta d'un fiord que té uns 90 quilòmetres de llargada per 19 d'amplada, que s'obre a la riba sud del fiord Independence, entre la Terra de JC Christensen, a l'oest, i la Terra de Mylius-Erichsen, a l'est. És on arriba a mar la glacera de Hagen.